# Puerto Pérez (gemeente)
Puerto Pérez is een gemeente (municipio) in de Boliviaanse provincie Los Andes in het departement La Paz. De gemeente telt naar schatting 8.439 inwoners (2018). De hoofdplaats is Puerto Pérez.